# Sai (arma)
Sai (釵) è il nome ryukyuano per un'arma tradizionale di Okinawa anche usata in India, Cina, Indonesia, Malaysia e Thailandia. La sua forma è essenzialmente composta da una sorta di bastone arrotondato e appuntito, con due lunghe proiezioni non affilate (tsuba) attaccate al manico. La parte finale del manico viene denominata tirapugni. I sai vengono costruiti in varie forme: quelli tradizionali sono arrotondati, mentre alcune riproduzioni hanno adottato un ottagono nel rostro centrale. Gli tsuba sono tradizionalmente simmetrici, tuttavia, il sai chiamato manji o Matayoshi-sai, sviluppato da Shinko Matayoshi, impiega due tsuba uno opposto all'altro.
Si crede che il sai sia sempre stato un'arma, benché alcuni ipotizzano si sia originato come uno strumento dell'agricoltura usato per misurare i gambi, campi arati, piantare il riso, o come fermi per le ruote dei carri, anche se le prove di questi usi sono limitate. Il sai è conosciuto per essere stato usato in altre parti dell'Asia prima del suo arrivo a Okinawa. Le prove più recenti lo porterebbero ad un'origine indonesiana. In malese il sai è conosciuto come chabang (anche scritto cabang/tjabang, col significato di "ramo") e si pensa derivi dal tridente indiano. Attraverso il commercio, il chabang si diffuse attraverso il resto dell'Indocina e potrebbe aver raggiunto Okinawa da uno o più di questi luoghi simultaneamente. Nelle arti marziali cinesi quest'arma è nota col nome di Tiěchǐ (铁尺) ed è particolarmente utilizzata dall'etnia Zhuang del Guangxi.

## Uso
L'utilità del sai come arma è conferita dalla sua forma particolare. Con la giusta abilità, può essere usato contro una spada lunga intrappolandone la lama con gli tsuba, allo stesso modo in cui nella scherma occidentale erano usati i pugnali "main gauche". Ci sono molti diversi modi per brandire quest'arma con le mani, il che gli conferisce la versatilità di poter essere usata sia in modo letale che non-letale. Il sai è usato primariamente come arma da impatto o per veloci colpi di punta al plesso solare. Il sai ha anche molti usi difensivi per bloccare altre armi.

Variante del sai, denominata manji

Uno dei modi per tenerlo in mano è stringerne l'impugnatura con tutte le dita e ancorare i pollici nell'area tra gli tsuba e lo stelo principale. Questo permette di cambiare rapidamente e senza sforzo tra la parte anteriore lunga e la parte posteriore smussato. Il cambio si fa mettendo pressione nei pollici e ruotando il sai finché non si è girato completamente e il dito indice è allineato con l'impugnatura. Il sai è generalmente più facile da maneggiare in questa posizione. Il tirapugni serve a concentrare la forza di un pugno, mentre con la parte lunga si può mettere verso il nemico, come protezione per i colpi all'avambraccio o per colpire come con una normale daga.
È possibile tenere il dito indice disteso e allineato con l'impugnatura centrale sia che il tirapugni sia in alto, sia che il rostro centrale lo sia. Il dito può stare dritto o leggermente piegato. Le altre dita vengono tenute sullo stelo principale e il pollice sostiene lo tsuba.
Le prese descritte sopra evidenziano la versatilità di questo arnese sia come arma da offesa che come arma da difesa. Entrambe le prese ne facilitano lo scambio tra la punta e il tirapugni mentre il sai viene tenuto con una presa sicura.
Il sai di solito si insegna usandone una coppia - tenendone uno in ogni mano. Negli Stati Uniti uno stile diffuso è lo Yamanni Ryu. Ci sono 5 Kata comuni usate nell'istruzione, inclusi due kihon. Lo stile include una varietà di parate, schivate, colpi e prese contro gli attaccanti da tutte le direzioni e livelli di altezza. L'uso della punta, del tirapugni e della barra centrale viene enfatizzato, assieme a rapidi cambi nell'impugnatura per attacchi/parate multipli.
Il Jitte è l'equivalente giapponese con una sola punta del sai di Okinawa e fu usato primariamente dalla polizia giapponese durante il Periodo Edo. È un'arma caratteristica in diverse scuole giapponesi di jūjutsu e koryū.

## Nella cultura di massa
Una coppia di pugnali Sai sono le armi di Raffaello, la Tartaruga Ninja con la maschera rossa.
Sono usati anche dall'assassina Marvel Elektra e da Mileena, personaggio della serie videoludica Mortal Kombat.
I Sai vengono inoltre usati anche dal personaggio cyborg Monsoon, del videogioco della saga di Metal Gear del 2013, Metal Gear Rising: Revengeance.
I Sai vengono usati anche dal personaggio di Olimpia nella serie Xena - Principessa guerriera dopo il loro viaggio in India.
I pugnali Sai vengono utilizzati nelle scene di combattimento del film La mummia - Il ritorno , nonostante non siano delle armi egiziane.